# Oslavička

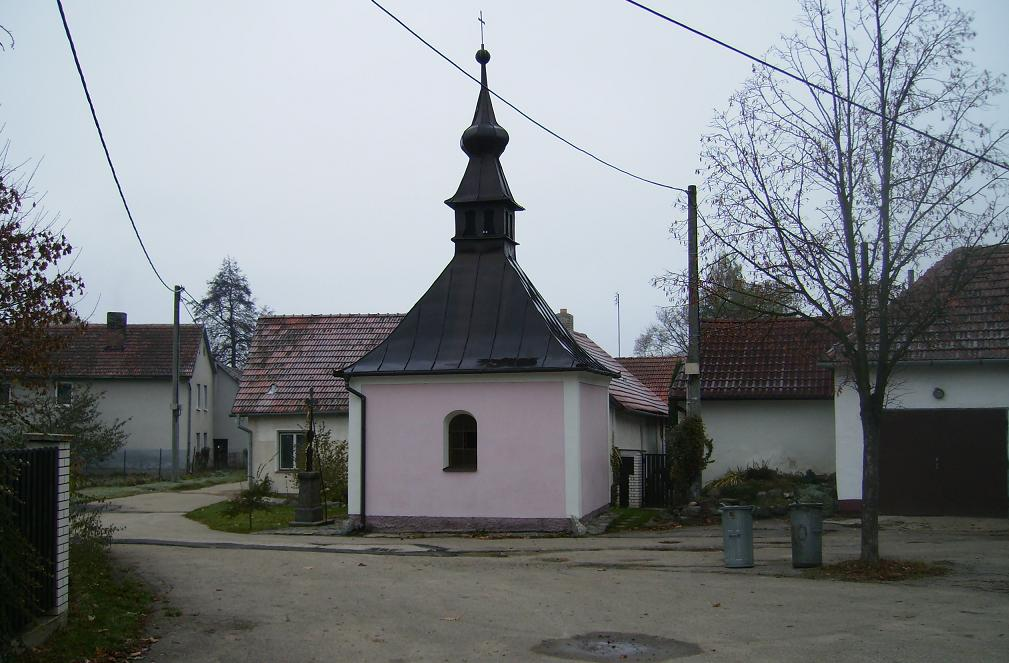
Glockenturm Mariä Himmelfahrt

Oslavička (deutsch Klein Woslawitz) ist eine Gemeinde in Tschechien. Sie liegt sechs Kilometer südwestlich von Velké Meziříčí und gehört zum Okres Žďár nad Sázavou.

## Geographie
Oslavička befindet sich in der Talmulde des Flüsschens Oslavička im Krischanauer Bergland (Křižanovská vrchovina) im Süden der Böhmisch-Mährischen Höhe. Südlich erheben sich die Hodovská horka (581 m) und der Vlčatínský vrch (589 m), im Südwesten der Telečkov (604 m). Durch den Ort führt die Eisenbahnstrecke von Náměšť nad Oslavou nach Velké Meziříčí. Oslavička liegt auf dem Gebiet des Naturparkes Třebíčsko.
Nachbarorte sind Ovčírna im Norden, Oslavice und Osové im Nordosten, Nesměř und Rohy im Osten, Hodov im Südosten, Rudíkov im Süden, Vlčatín im Südwesten, Nový Telečkov im Westen sowie Baliny im Nordwesten.

## Geschichte
Die erste urkundliche Erwähnung des Dorfes Oslauiczka und der Feste erfolgte im Jahre 1360, als Vít von Oslavičky das halbe Dorf seiner Frau Markéta überschrieb. 1361 verkaufte Vít den Hof und vier Hufen am Bláha von Oslavičky. Dessen Sohn Petr konnte die Güter zunächst wieder in seiner Hand vereinen. 1406 verkaufte er einen Teil seines Besitzes an Zdeňek von Oslavice. Den Allodialhof einschließlich der Feste und der zugehörigen Wiesen, Wälder und der Mühle erwarb im selben Jahre Svachov Teleč von Oslavičky. 1412 kaufte Petr Svachov auch das Dorf von Petr von Oslavičky. Svachov veräußerte 1447 das Gut Oslawiczka an Johann Langast von Věstoňov, der es an Mikuláš von Manov weiterreichte. Manov bewohnte die Feste bis 1466, danach gehörte das Dorf Oslawiczky, die Feste und der Hof Zich und Mikuláš von Jemničky. Letzterer kaufte 1481 das Gut Benedín auf und schloss es an Oslavičky an. Im Jahre 1560 erwarb Sigmund Held von Kement Oslavičky und schlug es seiner Herrschaft Meziříčí zu. Ab 1591 wurde der Ort als Woslawiczka Mala bezeichnet und zwischen 1678 und 1718 ist er als Klein Woslawitz überliefert.
Nach der Aufhebung der Patrimonialherrschaften bildete Malá Voslavice / Klein Woslawitz ab 1850 einen Ortsteil der politischen Gemeinde Rudíkov in der Bezirkshauptmannschaft Velké Meziříčí. Später wurde das Dorf auch als Malá Oslavice bezeichnet. Seit 1924 trägt der Ort den Namen Oslavička. Zu Beginn des Jahres 1961 wurde Oslavičky nach Nový Telečkov im Okres Třebíč umgemeindet. 1990 entstand die Gemeinde Oslavička. Seit 1. Januar 2007 gehört sie zum Okres Žďár nad Sázavou.

## Gemeindegliederung
Für die Gemeinde Oslavička sind keine Ortsteile ausgewiesen. Zu Oslavička gehört die Ansiedlung Ovčírna.

## Sehenswürdigkeiten
- Glockenturm Mariä Himmelfahrt
- Reste der alten Feste
- historische Bahnstation
- Eiskeller
- Lindenallee zum Majerschen Hegerhaus, bestehend aus 27 hohen Bäumen, nordöstlich des Dorfes
- alte Eiche am Herrenhof, der etwa 450-jährige Baum hat einen Stammumfang von 7 m und ist 12 m hoch.
- Denkmal für zwei am 8. Mai 1945 von den Deutschen erschossene Partisanen, am nördlichen Ortsrand